# 戶田惠梨香
戶田惠梨香（日语：／ Toda Erika，1988年8月17日—），日本女演員。兵库縣神戶市出身，身高162cm，血型AB型。所屬經紀公司為FLaMme。丈夫是演員松坂桃李。

## 經歷
- 戶田惠梨香初中毕业于神户市立鹰匠中學校；高中毕业于堀越高等學校
- 初中畢業時從屬於關西的經紀公司「Grace」。到東京之後，從屬於「FLaMme」。
- 「全國女子高生制服コレクション'03」的成員。
- 於2006年6月上映的電影《死亡筆記本》首次演出，因飾演角色彌海砂而打開知名度。
- 於2007年3月上映的電影《海膽煎餅》首次擔任主演。
- 在2006年電視劇《辣妹掌門人》 首次擔任連續電視劇的主演 。
- 2007年4月23日，開始主持廣播節目《SCHOOL OF LOCK!》-GIRLS LOCKS。
- 2007年11月15日，自由時報報導，悄悄來台灣拍攝電影《鬪茶》，劇組在淡水祖師廟前的廣場拍攝取景。
- 2008年11月14日，參加了「赤坂サカス」聖誕節燈飾的點燈儀式。
- 2009年1月19日，於電台節目《SCHOOL OF LOCK!》裡宣佈畢業的消息。
- 2018年12月3日，NHK公佈戶田擔任2019年下半年度第101部晨間劇《緋紅》[4][5]主演。
- 2020年12月10日，通過各自所屬事務所發表了與演員松坂桃李結婚的消息[1]。
- 2022年11月28日，通過所屬事務所宣佈懷孕[6]。

## 人物
- 戶田家中有一個較她年長6歲的哥哥和比她小6歲的妹妹。和媽媽的生日是同一天。父親是少林寺拳術的導師，但其經營之道場已毀於阪神大地震。
- 小時候跟隨父親學習少林寺拳法，在2006年的電視劇《辣妹掌門人》中可見其展現上段踢腿動作；除此之外亦學習爵士舞、日本長刀、鋼琴、書法......等等。喜歡做菜，尤其是製作點心。曾在訪談中提到喜歡去石垣島潜水。
- 喜歡「吉本新喜劇」，欣賞的搞笑藝人為擁有娃娃臉和大肚子的山崎邦正。
- 雖為關西地區出身卻是讀賣巨人隊（以東京巨蛋為主場）的球迷。
- 以演員中谷美紀、柴崎幸、大竹忍為目標自勉，喜歡札維耶·多藍導演的電影作品。
- 女子音樂組合Perfume中的西脇綾香是戶田的高中同學，偶爾會一起吃飯。
- 因電視劇《教我愛的一切》與共演的前AKB48成員篠田麻里子相熟。
- 演員水川麻美、玄理和女子搖滾樂團Scandal中的Haruna與Tomomi皆為戶田的親密好友。
- 2018年於綜藝節目中透露私下與電視劇《空中急診英雄》中共演的新垣結衣和比嘉愛未會相約於家中聚會；和同劇劇中飾演三井醫生的涼（日语：りょう_(女優)）為忘年之交，兩人曾一起喝酒與看展示會，涼曾在綜藝節目5LDK中提及戶田，稱其和自己相似。

## 戲劇作品

### 電視連續劇
* 主演為粗體字
| 劇名                               | 電視台     | 播放日期                      | 角色                   | 集數                | 備註             |
| Audrey                             | NHK        | 2000年10月2日                 | 吉岡瀧乃（少女時期）   | 第3集               |                  |
| 浪花少年偵探團                     | NHK        | 2000年10月7日                 | 同學                   | 第10集              |                  |
| 聖德太子                           | NHK        | 2001年                        | 刀自古郎女（少女时期） | 第1集               |                  |
| 新調皮三人組                       | NHK        | 2002年4月6日                  | 榎本由美子             | 第4集               |                  |
| 爸爸告訴我                         | NHK        | 2003年                        |                        | 第8集               |                  |
| 放課後                             | 富士       | 2004年11月24日 - 12月15日     | 今井紗枝               | 全劇                | 短劇             |
| 飆風引擎                           | 富士       | 2005年4月18日－6月27日        | 樋田春海               |                     |                  |
| 改造野豬妹                         | NTV        | 2005年10月15日－12月17日      | 上原真理子             | 全劇                |                  |
| 辣妹掌門人                         | NTV        | 2006年4月15日–6月24日         | 廣瀨沙紀               | 全劇                |                  |
| Sugar & Spice 風味絶佳「大學生篇」 | 富士       | 2006年8月30日                 | 井上美波               |                     |                  |
| 唯愛                               | NTV        | 2006年10月14日–12月16日       | 本宮裕子               | 全劇                |                  |
| 流星花園2                          | TBS        | 2007年3月9日–3月16日          | 中島海                 | 第10、11集          |                  |
| 詐欺遊戲                           | 富士       | 2007年4月14日 - 6月23日       | 神崎直                 | 全劇                | 主演             |
| 向牛許願                           | 關西、富士 | 2007年7月3日- 9月11日         | 千葉和美               | 全劇                |                  |
| 空中急診英雄                       | 富士       | 2008年7月3日－9月11日         | 緋山美帆子             | 全劇                |                  |
| 流星之絆                           | TBS        | 2008年10月17日 - 12月19日     | 有明靜奈               | 全劇                |                  |
| BOSS女王                           | 富士       | 2009年4月16日 - 6月25日       | 木元真實               | 全劇                |                  |
| 詐欺遊戲 # 第二季                  | 富士       | 2009年11月10日－2010年1月19日 | 神崎直                 | 全劇                | 主演             |
| 空中急診英雄2                      | 富士       | 2010年1月11日－3月22日        | 緋山美帆子             | 全劇                |                  |
| 刑警自戀狂                         | TBS        | 2010年7月30日                 | 羽柴佑子、昭島百合     | 第4集               | 客串             |
| SPEC                               | TBS        | 2010年10月8日－12月17日       | 當麻紗綾               | 全劇                | 主演             |
| 教我愛的一切                       | 富士       | 2011年1月17日－3月28日        | 上村夏實               | 全劇                | 主演             |
| BOSS女王2                          | 富士       | 2011年4月14日                 | 木元真實               | 第1、2、9、10、11集 |                  |
| 上鎖的房間                         | 富士       | 2012年4月16日－2012年6月25日  | 青砥純子               | 全劇                |                  |
| 東野圭吾推理劇場白色兇器           | 富士       | 2012年8月23日                 | 中町由希子             | 第7集               | 主演（詩選劇）   |
| 書店員美智留的遭遇                 | NHK        | 2013年1月8日－3月12日         | 古川美智留             | 全劇                | 主演             |
| SUMMER NUDE                        | 富士       | 2013年7月8日－9月16日         | 谷山波奈江             | 全劇                |                  |
| 海上診療所                         | 富士       | 2013年11月25日                | 羽島輝                 | 第7集               | 客串             |
| 預告犯－THE PAIN－                 | WOWOW      | 2015年6月7日 - 7月5日         | 吉野繪里香             | 第3-5集             |                  |
| 危機大神                           | 富士       | 2015年7月8日-9月16日          | 神狩佳織               | 全劇                |                  |
| 時間巡邏的OL                       | 富士       | 2016年10月14日                | 外村梨惠               | 全劇                | 主演（短劇）     |
| 反轉                               | TBS        | 2017年4月14日－6月16日        | 越智美穗子             | 全劇                |                  |
| 空中急診英雄3                      | 富士       | 2017年7月17日－9月18日        | 緋山美帆子             | 全劇                |                  |
| 搶救飯店大作戰                     | NTV        | 2018年4月15日 - 6月17日       | 櫻井佐那               | 全劇                |                  |
| 大戀愛～和忘記我的你               | TBS        | 2018年10月12日－12月14日      | 北澤尚                 | 全劇                | 主演             |
| 緋紅                               | NHK        | 2019年9月30日－2020年3月28日  | 川原喜美子             | 全劇                | 主演（晨間劇）   |
| 我家的故事                         | TBS        | 2021年1月22日－3月26日        | 志田櫻                 | 全劇                |                  |
| 秘密內幕～戰鬥吧！派出所女子～     | NTV        | 2021年7月7日－9月15日         | 藤聖子                 | 全劇                | 與永野芽郁雙主演 |

### 特別劇
* 主演為粗體字
| 劇名                                 | 電視台     | 播放日期       | 角色              | 集數   | 備註                           |
| 『通向天堂的日曆SP』                 | 富士       | 2005年5月20日  | 高木ゆかり        |        |                                |
| 一直想見你『金曜エンタテイメント』   | 富士       | 2005年9月30日  | 鳴海雪子          |        |                                |
| 女王的教室 前篇～墮天使～            | NTV        | 2006年3月17日  | 池內 愛（17歲時） |        |                                |
| 奇跡動物園〜旭山動物園物語〜         | 富士       | 2006年5月13日  | 泉佐和子          | 全劇   |                                |
| 折翼天使2                            | 富士       | 2007年2月27日  | 齊藤遙            | 第二夜 | 主演 (詩選劇)                  |
| 奇跡動物園2007〜旭山動物園物語〜     | 富士       | 2007年5月11日  | 泉佐和子          | 全劇   |                                |
| 雪之丞變化SP                         | NHK        | 2008年1月3日   | 浪路              | 全劇   |                                |
| 世界奇妙物語2008年春季特别篇         | 富士       | 2008年4月2日   | 河井麻美          | 全劇   | 主演                           |
| 奇跡動物園2008〜旭山動物園物語〜     | 富士       | 2008年5月16日  | 泉佐和子          | 全劇   |                                |
| 謝謝您，媽媽                         | 關西、富士 | 2008年10月7日  | 西田紀世子        | 全劇   | 關西電視台開業50週年紀念電視劇 |
| 空中急診英雄 # 新春SP                | 富士       | 2009年1月10日  | 緋山美帆子        | 全劇   |                                |
| 奇跡動物園2010〜旭山動物園物語〜     | 富士       | 2010年2月12日  | 泉佐和子          | 全劇   |                                |
| SPEC～翔～                           | TBS        | 2012年4月1日   | 當麻紗綾          | 全劇   | 主演                           |
| 花之鎖                               | 富士       | 2013年9月17日  | 高野紗月          | 全劇   | 主演                           |
| SPEC～零～                           | TBS        | 2013年10月23日 | 當麻紗綾          | 全劇   | 主演                           |
| 大空港2013                           | WOWOW      | 2013年12月29日 | 倉科百合子        |        |                                |
| 上鎖的房間SP                         | 富士       | 2014年1月3日   | 青砥純子          | 全劇   |                                |
| 世界奇妙物語2014年秋季特别篇FANAMO   | 富士       | 2014年10月18日 | 温子              | 全劇   | 主演                           |
| 新・奇跡動物園2015〜旭山動物園物語〜 | 富士       | 2015年4月10日  | 泉佐和子          | 全劇   |                                |
| 戀愛中會有的事                       | 富士       | 2015年6月24日  | 小澤真理          | 第三部 | 主演                           |
| 為了這條街的生命                     | WOWOW      | 2016年4月2日   | 幡枝亞紀          | 全劇   |                                |
| 死亡筆記本『逆襲的天才』             | NTV        | 2016年10月28日 | 彌海砂            | 全劇   | 三部《死亡筆記》電影的內容剪輯 |
| 空中急診英雄 另一個戰場 SP           | 富士       | 2018年7月28日  | 緋山美帆子        | 全劇   |                                |

### 電影
* 主演為粗體字
| 劇名                             | 上映日期       | 發行            | 角色       | 備註               |
| 死亡筆記本 (上篇)                | 2006年6月17日  | 華納兄弟        | 彌海砂     |                    |
| 死亡筆記本：決勝時刻             | 2006年11月3日  | 華納兄弟        | 彌海砂     |                    |
| 夢十夜                           | 2007年1月27日  | 日活            |            | 序幕中的女學生     |
| 等待天堂                         | 2007年2月10日  | 松竹 、GAGA     | 上野美奈子 |                    |
| Presents 海膽煎餅～              | 2007年3月10日  | Atmovie         | 松下羽月   | 初主演             |
| 死亡筆記本『L之終章‧最後的23天』 | 2008年2月9日   | 華納兄弟        | 彌海砂     |                    |
| 鬪茶                             | 2008年7月12日  | 原創娛樂        | 八木美希子 | 日本、台灣合作電影 |
| 戀極星                           | 2009年3月14日  | 日活            | 柏木菜月   | 主演               |
| 大盜五右衛門                     | 2009年5月1日   | 松竹 、華納兄弟 | 夕霧太夫   |                    |
| 阿馬爾菲 女神的報酬              | 2009年7月18日  | 東寶            | 安達香苗   |                    |
| 不沉的太陽                       | 2009年10月24日 | 東寶            | 恩地純子   |                    |
| 星降大洗城                       | 2009年11月7日  | 日活            | 江里子     |                    |
| 詐欺遊戲：最後的舞台             | 2010年3月6日   | 東寶            | 神崎直     | 主演               |
| 阪急電車 單程15分鐘的奇蹟        | 2011年4月23日  |                 | 森岡美紗   |                    |
| 安達魯西亞 女神的報復            | 2011年6月25日  | 東寶            | 安達香苗   | 客串               |
| DOG×POLICE 純白之絆              | 2011年10月1日  | 東寶            | 水野夏希   |                    |
| SPEC～天～                       | 2012年4月7日   | 東寶            | 當麻紗綾   | 主演               |
| SPEC～結～前篇《漸之篇》         | 2013年11月1日  | 東寶            | 當麻紗綾   | 主演               |
| SPEC～結～後篇《爻之篇》         | 2013年11月29日 | 東寶            | 當麻紗綾   | 主演               |
| 王牌大騙局                       | 2015年4月1日   | 東寶            | 新田步     | 主演               |
| 投靠女與出走男                   | 2015年5月16日  | 松竹            | 阿茹       |                    |
| 預告犯                           | 2015年6月6日   | 東寶            | 吉野繪里香 |                    |
| 日本最漫長的一天                 | 2015年8月8日   | 松竹            | 保木令子   | 特別出演           |
| 死亡筆記本：決戰新世界           | 2016年10月29日 | 華納兄弟        | 彌海砂     |                    |
| 我的叔叔                         | 2016年11月3日  | 東映            | 級任導師   |                    |
| 無限之住人                       | 2017年4月29日  | 華納兄弟        | 乙橘槇繪   |                    |
| 空中急診英雄                     | 2018年7月27日  | 東寶            | 緋山美帆子 |                    |
| 那一日的管風琴                   | 2019年2月22日  | 松竹            | 板倉楓     | 主演               |
| 町田君的世界                     | 2019年6月7日   | 華納兄弟        | 吉高葵     |                    |
| 最初的晚餐                       | 2019年11月1日  | KADOKAWA        | 美也子     |                    |
| 母性                             | 2022年11月23日 | 華納兄弟        | ルミ子     | 主演               |

### 廣播劇
- 起跑線（JFN系列、Mitsuya汽水短篇小說「你的笑容」 第十一週、2005年9月12日-16日OA） 飾演山本梓
- 向日葵（JFN系列、岩井俊二演出 円都通信、2005年11月26日-2006年1月21日OA） 飾演坂井向日葵

### 舞台劇
| 時間          | 劇名                 | 劇場       | 角色             |
| 2008年1月8日  | INOUE歌舞伎☆號 “IZO” | 青山劇場   | 密（ミツ）       |
| 2008年2月10日 | INOUE歌舞伎☆號 “IZO” | BRAVA!劇場 | 密（ミツ）       |
| 2012年1月5日  | 壽歌                 | 新國立劇場 | 恭子（キョウコ） |

## 其他作品

### 紀錄片
| 時間                  | 標題                                                     | 電視台     | 備註 |
| 2010年3月21日         | 闘うナースSP "コード・ブルー"が見た奇跡の物語            | 富士電視台 |      |
| 2011年10月10日        | 運動員之魂「足球"挫折成長與改變" 日本足球代表 香川真司」 | NHK        | 旁白 |
| 2013年1月23日         | 閃耀的女人（前編）                                       | NHK        |      |
| 2013年1月30日         | 閃耀的女人（後編）                                       | NHK        |      |
| 2014年6月6日          | 紀實72小時「恐山逝者回歸之處」                           | NHK        | 旁白 |
| 2017年1月25日         | 中國王朝女性傳說:「惡女的真相 慈禧太后」                 | NHK        | 導航 |
| 2017年2月22日         | 中國王朝女性傳說:惡女的真相 楊貴妃」                     | NHK        | 導航 |
| 2017年3月29日         | 中國王朝女性傳說:「惡女的真相 趙姬」                     | NHK        | 導航 |
| 2018年9月8日          | よみがえる藤田嗣治〜天才画家の素顔〜                     | NHK        | 導航 |
| 2019年2月27日-3月13日 | 中国王朝 英雄たちの伝説 巨大遺産の謎 （全3回）           | NHK        | 導航 |

### 配音
| 時間           | 作品                         | 角色         | 備註     |
| 2006年11月17日 | GENJI -神威奏亂-             | 静御前       | 遊戲     |
| 2007年9月22日  | 亞瑟的奇幻王國：毫髮人的冒險 | 賽蕾妮亞公主 | 日本配音 |
| 2017年4月22日  | 《貓與杓子》任務十八年       |              | 朗讀劇   |

### 電台
- SCHOOL OF LOCK!（TOKYO FM，2007年4月23日-2009年1月29日）GIRLS LOCKS！ 每月第四周擔當，第2代照片郵件部部長，綽號：トッティー(唸法：Todi/托蒂)（由來自聽眾的應募決定）

### PV
- 2006年 藤木直人「HEY!FRIENDS」
- 2006年 大山百合香「さよなら」
- 2007年 MAY「サライの風」
- 2007年 大山百合香「春色」
- 2007年 FUNKY MONKEY BABYS「もう君がいない」
- 2008年 中島美嘉「ORION」

### 其他影像作品
- Lily（2008年4月2日、富士太平洋音樂股份公司、音樂電視劇） 主演・飾演Lily
- Oh! my PROPOSE（2010年6月26日、GYAO!（日语：GYAO!）、廣告系列短劇） 主演・飾演 崎山由美
- I LOVE YOU（2013年7月18日、UULA（日语：UULA）、手機劇） 主演・飾演 千穗
- 二重（2017年10月30日、博報堂、神戶宣傳小電影）主演

## 出版物

### 寫真集
- SANWA MOOK 美少女寫真集 4 内緒なじゅもん (2001年12月發售、小町剛廣攝影、三和出版刊、ISBN 4-88356-877-6)
- 初次遇見的暑假。（2002年10月發售、野川イサム攝影、彩文館出版刊、ISBN 4-916115-93-7）
- nature（2003年7月19日發售、前村龍ニ攝影、ぶんか社刊、ISBN 4-8211-2547-1）
- SANWA MOOK 美少女寫真集 7 生まれた泉（2004年6月發售、小町剛廣撮影、三和出版刊、ISBN 4-7769-0036-X）
- 制コレISM03（2004年10月、集英社、ISBN 4-08-102051-5）
- 《Myojo》2006年12月號「BEST FRIENDS ～誰都不知道的戶田惠梨香故事」
- ERIKA×CECIL McBEE Vivace（2009年5月1日發售、集英社、ISBN 4-08-102078-7）
- IQUEEN VOL.7 戸田恵梨香 （2012年3月31日、パルコ）、ISBN 4-89-194947-3）

### Image Video
| 發售日期       | 名稱                                   |
| 2002年12月25日 | Sweet                                  |
| 2004年1月16日  | 制コレクション!DA PARTY!!（2003年版)） |
| 2004年7月30日  | 妖精の泉～陽だまりを感じながら         |
| 2005年9月30日  | Sweet完全版                            |
| 2005年10月7日  | Calling you                            |
| 2007年5月25日  | NOTE                                   |
| 2007年7月18日  | May be Happy                           |

## 得獎紀錄
- 第59回日劇學院賞 助演女優賞（《流星之絆》）
- 2008年度黃金飛翔獎（日语：エランール賞）
- 2009年東京國際戲劇節 助演女優賞（《流星之絆》）
- 2009年エランドール賞 新人賞（《詐欺遊戲2》）
- 第67回日劇學院賞 主演女優賞（《SPEC》）
- 第73回日劇學院賞 助演女優賞（《上鎖的房間》）
- 第22屆 TV LIFE年度日劇大賞 助演女優賞（《上鎖的房間》）
- 第16屆 日刊體育日劇大賞 助演女優賞（《上鎖的房間》）
- 第14屆 CONFiDENCE日劇大獎 最佳女主角（《大戀愛～和忘記我的你》）[10]
- 第99回日劇學院賞 主演女優賞（《大戀愛～和忘記我的你》）[11]
- 第23屆 日刊體育日劇大賞 主演女優賞（《緋紅》）
- 第29屆 日本電影影評人大獎 主演女優賞（《當時的風琴（日语：あの日のオルガン）》、《最初的晚餐（日语：最初の晩餐）》）[12]

## 外部連結
- 戶田惠梨香 （页面存档备份，存于）（經紀公司FLaMme官方介紹頁）（日語）
- 戶田惠梨香的X（前Twitter）（日語）
- 戶田惠梨香的Instagram帳戶（日語）